# Philip Connors
Philip Connors (nar. 1972) je americký spisovatel. Narodil se na venkově v Iowě, ale rodina o farmu přišla a museli se přestěhovat do Minnesoty. Vystudoval žurnalistiku na univerzitě v Montaně. Svou novinářskou kariéru započal v časopisu  The Nation a poté pracoval ve Wall Street Journal. Jednoho léta na zkoušku okusil práci požární hlídky a naprosto mu to změnilo životní směrování. Dal výpověď a opustil New York City, v roce 2002 se přestěhoval se do Nového Mexika. Několik let žil v Silver City, NM, než se přestěhoval do El Pasa v Texasu.
Každý rok od roku 2002 od dubna do srpna pracuje v Gila National Forest jako požární hlídka US Forest Service. Jeho kniha založená na těchto zkušenostech Fire Season: Field Notes From a Wilderness Lookout byla vydána v roce 2011 s velkým ohlasem u kritiky. V roce 2011 vyhrál National Outdoor Book Award (outdoorová literatura) a v roce 2012 hlavní cenu Banff Mountain Book Festival. V roce 2012 kniha získala také cenu Reading the West Book Award jako nejlepší titul literatury faktu, kterou uděluje asociace nezávislých knihkupců Mountains and Plains Independent Booksellers Association.
Jeho druhou knihou je All the Wrong Places (2015), v roce 2018 mu vyšla jeho třetí kniha Song for the River.
Český překlad knihy Fire Season připravilo vydavatelství Dokořán v roce 2023 pod názvem Sezóna požárů: Zápisky z požární hlásky v divočině.
Connors publikoval v The Guardian, Harper's Magazine, Paris Review, n+1, Salon, a London Review of Books .